# Supertramp

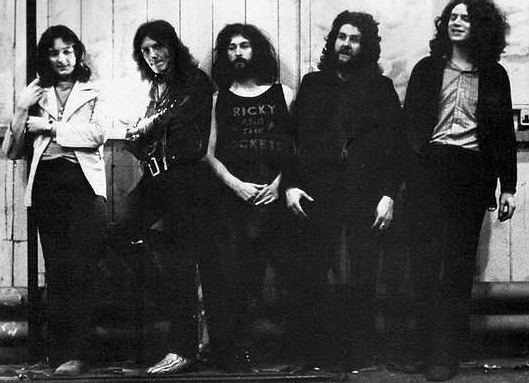
Supertramp, 1971

Supertramp a fost o trupă britanică de rock progresiv ce a lansat o serie de albume de succes în anii '70 și la începutul anilor '80. 
La început Supertramp lansa albume conceptuale de pe care s-au extras hituri ca "Goodbye Stranger", "Bloody Well Right", "The Logical Song", "Breakfast in America", "Dreamer", "Give a Little Bit", "It's Raining Again" și "Take The Long Way Home". Deși nu au avut mare succes în Regatul Unit, Supertramp au fost foarte populari în Statele Unite, Canada, majoritatea Europei, Africa de Sud, Australia și Brazilia. Cu toate acestea albumul lor, Breakfast in America a fost un mare succes și în Regatul Unit ajungând până pe locul 3 în clasamente și având două single-uri în top 10.

## Discografie

### Albume de studio
- Supertramp (14 iulie 1970)
- Indelibly Stamped (iunie 1971)
- Crime of the Century (septembrie 1974)
- Crisis? What Crisis? (noiembrie 1975)
- Even in the Quietest Moments... (aprilie 1977)
- Breakfast in America (29 martie 1979)
- ...Famous Last Words... (octombrie 1982)
- Brother Where You Bound (mai 1985)
- Free as a Bird (octombrie 1987)
- Some Things Never Change (24 martie 1997)
- Slow Motion (23 aprilie 2002)